# 松藤民輔
松藤 民輔（まつふじ たみすけ、1955年4月22日 - 2017年9月11日）は、日本の実業家。株式会社ジパング代表取締役社長兼最高経営責任者。福岡県出身。明治大学経営学部卒業。

## 経歴
- 昭和55年4月 日興證券株式会社入社
- 昭和57年2月 メリルリンチ証券入社
- 昭和61年5月 ソロモンブラザース・アジア証券入社
- 平成2年11月 ブルパレスコーポレーション株式会社設立取締役
- 平成5年4月 株式会社牛之宮設立代表取締役
- 平成5年6月 ブルパレスコーポレーション株式会社代表取締役
- 平成7年6月 株式会社ジパング代表取締役社長
- 平成8年7月 株式会社中国東方医学(現株式会社ジパングエナジー)設立代表取締役(現任)
- 平成11年1月 株式会社ジェイタヒボ倶楽部(現株式会社10才サプリ)設立代表取締役
- 平成17年3月 株式会社Z・E・T取締役
- 平成17年8月 Jipangu International Inc .設立代表取締役
- 平成17年11月 Florida Canyon Mining ,Inc .代表取締役
- 平成17年11月 Standard Gold Mining ,Inc .代表取締役
- 平成17年11月 Jipangu Exploration ,Inc .代表取締役
- 平成17年12月 Jipangu Canada Inc .代表取締役(現任)
- 平成18年3月 株式会社10才サプリ取締役(現任)
- 平成18年11月 Florida Canyon Mining ,Inc .取締役(現任)
- 平成18年11月 Standard Gold Mining ,Inc .取締役(現任)
- 平成18年11月 Jipangu Exploration ,Inc .取締役(現任)
- 平成19年3月 Jipangu International Inc .取締役(現任)
- 平成20年2月 株式会社アスクリンク(株式会社ジパング)代表取締役会長
- 平成20年10月 株式会社ジパング(旧株式会社アスクリンク)代表取締役社長
- 平成22年1月 株式会社ジパング代表取締役会長兼鉱山事業本部長
- 平成23年2月 株式会社ジパング代表取締役社長(現任)
- 平成29年9月 株式会社ジパング代表取締役社長(退任)[1]

## 著書
- 脱・金融大恐慌―大混乱こそ大チャンス　かんき出版 (1993/12)
- 黄金の国ジパング―脱大恐慌 総合法令出版 (1994/12)
- 成り金と資産家―21世紀への資産倍増戦略　 エートス投資顧問　総合法令出版 (1995/02)
- 脱虚構社会―一九九五年すべてが終わる。そしてすべてが始まる。牛之宮資産保全研究会　総合法令出版 (1995/04)
- 脱浪費社会―大変動以後の潮流　ダイヤモンド社 (1995/11)
- 夢と勇気とサムマネー 　総合法令出版 (1995/12)
- 情報断食のすすめ―「ひらめき」と「直感」を信じて生きるための方法論　総合法令出版 (1996/12)
- 成り金とサラリーマン―時代を読めなかった人々　総合法令出版 (1997/12)
- 投機と投資―深刻化するデフレ下の傾向と対策　総合法令出版 (1999/12)
- 投機的時代の研究―マネーサバイバルを生き抜く大逆転の発想　PHP研究所 (2000/05)
- アメリカ経済終わりの始まり──脱ペーパーマネー経済時代の超資産運用論　講談社 (2006/11/23)
- 世界バブル経済終わりの始まり──実践・臆病者のための黄金の投資学　講談社 (2007/6/1)
- 無法バブルマネー終わりの始まり──「金融大転換」時代を生き抜く実践経済学　講談社 (2008/1/16)
- 脱・金融大恐慌1993-2008　講談社; 復刻新版 (2008/4/26)
- マネーの未来、あるいは恐慌という錬金術──連鎖崩壊時代の「実践・資産透視学」 講談社 (2008/7/11)
- わが友、恐慌──これから日本と日本人の時代が訪れる8つの理由 講談社 (2008/7/31)
- 超・投資勉強法──「動乱の時代」に金運を掴む人、掴めない人　講談社 (2009/1/30)
- 2010年世界経済大予言―大恐慌を逆手にとる超投資戦略　 ビジネス社 (2009/8/25)
- 恐慌で儲ける! 相似形チャートで見る未来予想図　講談社 (2009/10/20)
- 2011年ユーロ大炎上！　日本経済復活の始まり 講談社 (2010/9/17)
- 反転する世界を読む技術　ぼくの超投資勉強法　講談社 (2011/3/23)
- 地獄に落ちる世界経済「金と菌」が日本を救う "バクテリアが実現する革命的新技術から日本の未来を読む。" PHP研究所 (2011/9/22)
- 2012年マネー大激震！国家連鎖破綻が、日本経済の夜明けを告げる"カリスマ著者による１年ぶりの大胆経済予測。" 徳間書店 (2011/11/17)

## 事件
- 1996年、同じソロモン・ブラザース・アジア証券出身の藤原直哉と共同経営していた投資情報会社（株）牛之宮が、投資家から損害賠償訴訟を起こされる。
この裁判沙汰により、藤原は（株）牛之宮から離れることに。投資家がこうむった損失額は12億円にも上ると言われる。[2] [3][4]

- 2008年10月、松藤氏が経営するジパングが、リラクゼーション施設運営会社のアスクリンクと合併。株式未公開の金鉱会社であるジパングと事業分野としては全く無関係ながらグリーンシートに上場しているアスクリンクとの合併という畑違いの会社の組み合わせは、「裏口上場問題」が注目される切っ掛けとなった。なお、この時成立したジパング社は、2010年1月にジャスダック上場のプライムと合併。再度裏口上場したことから、ジャスダックを運営する大阪証券取引所は、「実質的存続性の喪失」の猶予期間入り銘柄とし、ジパングを監視区分へ指定した[5]。

- 2011年2月8日、ジパングHDは、松藤氏がジパング株を担保にした株式投機に失敗、追証発生したが入金する事ができず、国内証券会社が担保株の強制処分を行っていると開示。国内証券会社とは、楽天証券株式会社である。最終的な処分株数合計は、627,826株にも上った。内訳は、松藤氏所有分293,669 株、ブルパレス所有分334,157株である。松藤氏は相場上昇過程で空売りを行い、損失は8億円にまで膨らんだとされる[6][7]。

- 返却されない株式

開示「当社大株主所有株式に対する強制執行終了のお知らせ」11/2/17
では”松藤民輔より借株契約の満期日である本年３月31 日までにこれを返却する意思がある”、”強制執行による売却に伴う親会社の異動は無いものと認識”と、していたが、 開示
「親会社の異動に関するお知らせ」11/3/31では、”親会社に該当しないこととなりました”、”返済期日である本日現在移管されていない”とした。
松藤氏は、11年2月17日の開示以降も、ブルパレス保有ジパング株の売却を続けた
。
- ブルパレスへの新株発行（デッド・エクイティ・スワップ）

2011年6月14日、「第三者割当による新株式発行(デッド・エクイティ・スワップ)に関するお知らせ」を開示。デッド・エクイティ・スワップとは債務の株式化である。
発行新株式数 522,649株、発行価額総額は、1,500,002,630円である。
ジパング親会社ブルパレスは、自身およびジパングの運転資金を、保有ジパング株の売却益によって賄っており、繰り返される増資は、創業者（松藤氏）以外、誰も利益を得る事が出来ない仕組みとなっている。また、開示には以下のような不可解な注記が付いていた。
DESの対象となる債権は、本日付けにおける割当先の当社向けの貸付金債権残高20億42 百万円のうち、1,500,002,630円を対象とするもので、当該貸付金債権に伴う利息はDESの対象といたしません。全額をその対象としない理由としましては、割当先における運転資金不足に対する懸念と、不足した資金を充当する手段として当社株式を市場等で処分されることの懸念があるためです。

## テレビ番組
- 日経スペシャル ガイアの夜明け マネー動乱 ～サブプライムショックの真相～（2007年10月9日、テレビ東京）[9]。- 松藤民輔の金投資ビジネスを取材。